# Красняк
Красняк (Prionochilus) — рід горобцеподібних птахів родини квіткоїдових (Dicaeidae). Містить 6 видів. Представники роду поширені в Малайзії, Індонезії та на Філіппінах.

## Види
- Красняк золотомушковий (Prionochilus maculatus)
- Красняк оливковий (Prionochilus olivaceus)
- Красняк біловусий (Prionochilus percussus)
- Красняк палаванський (Prionochilus plateni)
- Красняк чорноголовий (Prionochilus thoracicus)
- Красняк борнейський (Prionochilus xanthopygius)